# Stana
Stana (Hongaars: Sztana) is een dorp in het Roemeense district Sălaj, in de gemeente Almașu. Het dorp is gelegen aan de noordrand van de Hongaarstalige etnische regio Kalotaszeg en had in 2011 144 inwoners. Van deze inwoners waren er 105 Hongaren, 36 Roemenen en een aantal personen de tijdens de volkstelling geen nationaliteit aangaven.
In het dorp staat de beroemde Varjuvár (Ravenburcht) van de Hongaarse architect Károly Kós.

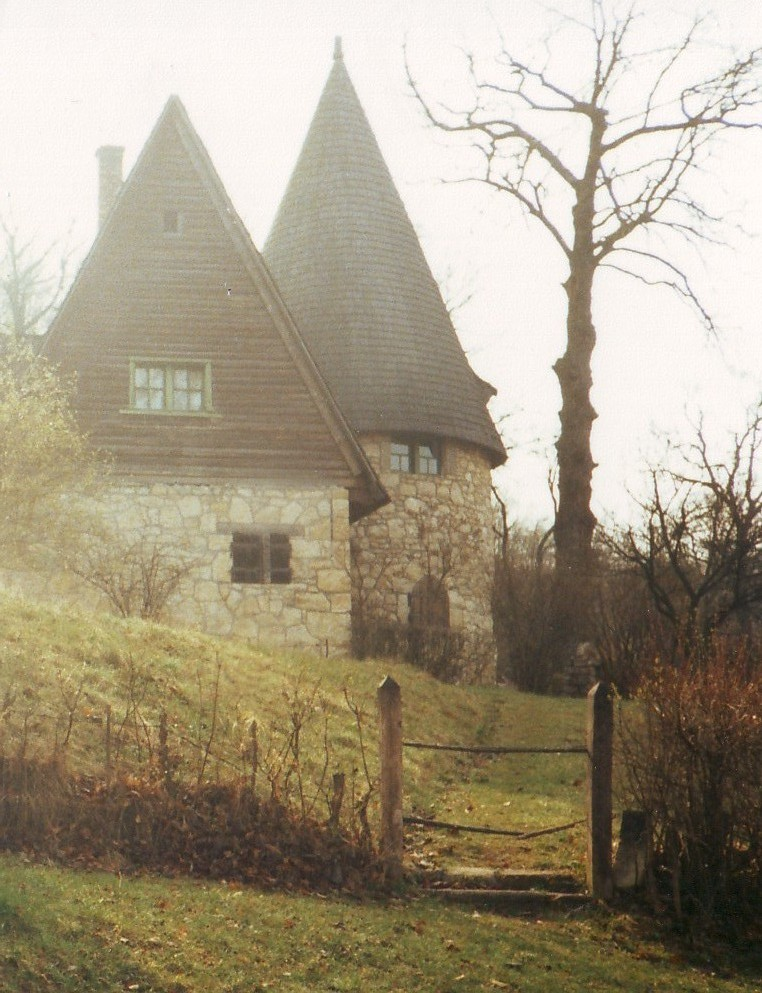